# SG Dynamo Magdeburg
Die SG Dynamo Magdeburg war eine deutsche Sportgemeinschaft der Deutschen Volkspolizei in Magdeburg. 

## Strukturentwicklung
Nachdem der 1921 gegründete Polizeisportverein Magdeburg nach dem Ende des  Zweiten Weltkriegs wie alle Vereine in der  Sowjetischen Besatzungszone verboten worden war, wurde in Magdeburg 1950 die Sportvereinigung der Deutschen Volkspolizei (SV DVP) gegründet. Nach der Gründung der zentralen Sportvereinigung Dynamo wurde die SV DVP Magdeburg in Sportgemeinschaft Dynamo Magdeburg umbenannt. Im Zuge der politischen Wende von 1990 wurde die SG Dynamo noch im selben Jahr aufgelöst. 

## Erfolge
Die erfolgreichste Sportsektion der SG Dynamo Magdeburg wurde von den Schwimmsportlern gebildet, deren Wasserballmannschaft von 1958 bis 1973 17-mal DDR-Meister wurde. Beim Silbermedaillengewinn bei den Europameisterschaften im Wasserball 1966 stellte Dynamo Magdeburg das größte Kontingent der DDR-Mannschaft. DDR-Meisterschaften sammelte auch der Leichtgewicht-Boxer Robert Büchner, der zwischen 1954 und 1961 fünfmal DDR-Meister wurde. Er trat für die DDR auch in internationalen Wettkämpfen an. Bereits für die SV DVP gewann Ingelore Gotsch zusammen mit ihrem Partner Heinz Kuhrüber von der BSG Motor Fermersleben den DDR-Meistertitel im Rollkunstlauf der Paare. Mit demselben Partner wurde sie 1954 auch Meister im Eistanz. Landesmeister in Sachsen-Anhalt wurde 1950 die Männermannschaft im Hallenhandball, die sich anschließend an der Endrunde um die DDR-Meisterschaft beteiligte und bis in das keine Finale vorstieß. Im Spiel um den dritten Platz unterlagen die Magdeburger der BSG Neptun Rostock mit 4:9.